# Gino De Craemer
Gino Bernard Alfons De Craemer (Brugge, 10 mei 1963) is een voormalig Belgisch Vlaams-nationalistisch politicus uit de provincie West-Vlaanderen.

## Levensloop
Gino De Craemer studeerde bedrijfsmanagement. Beroepshalve was hij van 1988 tot 1993 office manager bij het uitzendbureau Creyfs Interim en daarna van 1993 tot 1997 commercieel afgevaardigde bij de oliemaatschappij Petrofina. Daarop was hij van 1997 tot 2000 als commercieel manager aan de slag bij het technisch project-, advies- en studiebureau Edora. Van 2000 tot 2009 was hij directieafgevaardigde bij de internationale groep Arcadis, gespecialiseerd in projectmanagement, advies en ingenieursdiensten met het oog op een betere bereikbaarheid, duurzaamheid en leefbaarheid op het vlak van milieu, gebouwen en infrastructuur.
De Craemer begon zijn politieke loopbaan bij het Vlaams Blok. Voor deze partij was hij voorzitter van de Brugse afdeling, in opvolging van Frank Vanhecke. Hij verliet de partij na een interne discussie en was daarna een jaar politiek non-actief. Hij werd lid van de N-VA van bij de oprichting van de partij in 2001.
Na de derde rechtstreekse Vlaamse verkiezingen van 13 juni 2004 kwam hij begin juli 2007 voor de kieskring West-Vlaanderen in het Vlaams Parlement terecht als opvolger van CD&V'er Stefaan De Clerck, die naar de Kamer van volksvertegenwoordigers verhuisde. Hij bleef Vlaams volksvertegenwoordiger tot juni 2009. Hij was lid van het partijbestuur en de partijraad van N-VA en tevens voorzitter van de Brugse afdeling van de N-VA.
Op 12 januari 2009 maakte hij zijn overstap naar Lijst Dedecker bekend, daar hij reeds enkele jaren in onmin leefde met een deel van de lokale partijafdeling van de N-VA Brugge. Hij raakte bij de verkiezingen van 7 juni 2009 niet meer verkozen in het Vlaams Parlement. In oktober 2010 vertrok hij ontgoocheld uit de LDD, waarbij hij de naar eigen zeggen ondemocratische werking en gebrekkige organisatie van de partij aanklaagde, en keerde terug naar het bedrijfsleven.
Van 2010 tot 2011 werkte De Craemer als key account manager en commercieel directeur bij het hr-bureau Select. Na een passage van enkele maanden als business development manager bij XPE Engineering, een selectiekantoor voor ingenieurs en IT'ers, keerde hij in 2012 voor negen maanden als project manager terug naar Select. Vervolgens was hij van 2013 tot 2015 afdelingsmanager voor projectsourcing ICT en engineering bij de hr-dienstengroep Liantis en van 2015 tot 2019 business unit manager bij het technisch projectsourcingsbureau Tec. Sinds 2019 is De Craemer aan de slag als manager bij de outsourcings- en de technische dienst van PM Group, een multidisciplinair studiebureau actief op het gebied van engineering, architectuur, project management en constructie van gebouwen. Daarnaast is hij sinds 2011 eigenaar van zijn eigen wijnhandel.